# كنايتستاون (إنديانا)
كنايتستاون (بالإنجليزية: Knightstown, Indiana)‏ هي بلدة أمريكية تقع في الولايات المتحدة في مقاطعة هنري (إنديانا). يقدر عدد سكانها بـ 2,182 نسمة ومساحتها 2.69 كم2 وترتفع عن سطح البحر 284 متر.

## التركيبة السكانية
قام مكتب تعداد الولايات المتحدة بتحديد بيانات التركيبة السكانية لكنايتستاون في تعداد الولايات المتحدة. في ما يلي، التركيبة السكانية حسب تعدادي 2000 و2010.

### تعداد عام 2000
بلغ عدد سكان كنايتستاون 2,148 نسمة بحسب تعداد عام 2000، وبلغ عدد الأسر 915 أسرة وعدد العائلات 595 عائلة مقيمة في البلدة.
وتوزع التركيب العرقي للبلدة بنسبة 99.02% من البيض و 0.09% من الأمريكيين الأصليين و 0.09% من الأمريكيين ذوي الأصول الآسيوية و 0.42% من الأمريكيين الأفارقة و 0.37% من عرقين مختلطين أو أكثر.
بلغ عدد الأسر 915 أسرة كانت نسبة 31.3% منها لديها أطفال تحت سن الثامنة عشر تعيش معهم، وبلغت نسبة الأزواج القاطنين مع بعضهم البعض 50.9% من أصل المجموع الكلي للأسر، ونسبة 10.4% من الأسر كان لديها معيلات من الإناث دون وجود شريك، وكانت نسبة 34.9% من غير العائلات. تألفت نسبة 31.4% من أصل جميع الأسر من أفراد ونسبة 16.4% كانوا يعيش معهم شخص وحيد يبلغ من العمر 65 عاماً فما فوق. وبلغ متوسط حجم الأسرة المعيشية 2.93، أما متوسط حجم العائلات فبلغ 2.35.
بلغ العمر الوسطي للسكان 37 عاماً. وكانت نسبة 25.7% من القاطنين تحت سن الثامنة عشر، وكانت نسبة 7.1% بين الثامنة عشر والأربعة وعشرون عاماً، ونسبة 27.7% كانت واقعةً في الفئة العمرية ما بين الخامسة والعشرون حتى والأربعة وأربعون عاماً، ونسبة 22.2% كانت ما بين الخامسة والأربعون حتى الرابعة والستون، ونسبة 17.3% كانت ضمن فئة الخامسة والستون عاماً فما فوق. يوجد لكل 100 أنثى 85.0 ذكر، ويوجد لكل 100 أنثى في الثامنة عشر من عمرها فما فوق 82.1 ذكر.
بلغ متوسط دخل الأسرة في البلدة 35,639 دولار، أما متوسط دخل العائلة فبلغ 42,222 دولار. وكان متوسط دخل الذكور 36,081 دولار مقابل 22,111 دولار للإناث. وسجل دخل الفرد الخاص بالبلدة 22,466 دولار. وكانت نسبة 7.0% من العائلات ونسبة 7.1% من السكان تحت خط الفقر، وكان من هؤلاء نسبة 8.6% تحت سن الثامنة عشر ونسبة 4.1% في الخامسة والستين من العمر وما فوق.

### تعداد عام 2010
بلغ عدد سكان كنايتستاون 2,182 نسمة بحسب تعداد عام 2010، وبلغ عدد الأسر 899 أسرة وعدد العائلات 590 عائلة مقيمة في البلدة. في حين سجلت الكثافة السكانية 2,118.4 نسمة لكل ميل مربع (817.9/كم2). وبلغ عدد الوحدات السكنية 1,001 وحدة بمتوسط كثافة قدره 971.8 لكل ميل مربع (375.2/كم2).
وتوزع التركيب العرقي للبلدة بنسبة 98.0% من البيض و 0.1% من الأمريكيين الأصليين و 0.1% من الأمريكيين ذوي الأصول الآسيوية و 0.1% من سكان جزر المحيط الهادئ و 0.1% من الأمريكيين الأفارقة و 1.1% من عرقين مختلطين أو أكثر.
بلغ عدد الأسر 899 أسرة كانت نسبة 34.5% منها لديها أطفال تحت سن الثامنة عشر تعيش معهم، وبلغت نسبة الأزواج القاطنين مع بعضهم البعض 47.1% من أصل المجموع الكلي للأسر، ونسبة 13.6% من الأسر كان لديها معيلات من الإناث دون وجود شريك، بينما كانت نسبة 5.0% من الأسر لديها معيلون من الذكور دون وجود شريكة وكانت نسبة 34.4% من غير العائلات. تألفت نسبة 28.8% من أصل جميع الأسر من أفراد ونسبة 13.5% كانوا يعيش معهم شخص وحيد يبلغ من العمر 65 عاماً فما فوق. وبلغ متوسط حجم الأسرة المعيشية 3.00، أما متوسط حجم العائلات فبلغ 2.43.
بلغ العمر الوسطي للسكان 38.8 عاماً. وكانت نسبة 25.4% من القاطنين تحت سن الثامنة عشر، وكانت نسبة 9.2% بين الثامنة عشر والأربعة وعشرون عاماً، ونسبة 24.1% كانت واقعةً في الفئة العمرية ما بين الخامسة والعشرون حتى والأربعة وأربعون عاماً، ونسبة 25.3% كانت ما بين الخامسة والأربعون حتى الرابعة والستون، ونسبة 16% كانت ضمن فئة الخامسة والستون عاماً فما فوق. وتوزع التركيب الجنسي للسكان بنسبة 47.8% ذكور و52.2% إناث.